# Prix Smith
Le Prix Smith est le nom des deux récompenses décernées annuellement à des étudiants chercheurs en physique théorique et en mathématiques et mathématiques appliquées à l'université de Cambridge.
Ce prix annuel, décerné chaque année sauf en 1917 et partagé entre les deux junior Bachelors of Arts ayant réalisé les plus grandes avancées en mathématiques et en philosophie naturelle, a été établi sur demande posthume de Robert Smith, mort en 1768. Smith avait légué 3 500 £ du capital de la Compagnie des mers du Sud à l'université, une partie des dividendes devant être dédiée au prix. Initialement, le prix était décerné grâce à un examen écrit, mais depuis 1885, il est décerné au meilleur mémoire scientifique. Le Prix Rayleigh est un prix additionnel décerné depuis 1911.
En 1998 le Prix Smith, le Prix Rayleigh et le Prix J. T. Knight sont remplacés par le Prix Smith-Knight et le Prix Rayleigh-Knight, avec des critères moins élevés.

## Quelques anciens lauréats
- 1769 - George Atwood
- 1774 - Isaac Milner
- 1775 - Samuel Vince
- 1788 - John Brinkley
- 1791 - William Gooch
- 1795 - Robert Woodhouse
- 1805 - Samuel Hunter Christie, Thomas Turton
- 1809 - Edward Hall Alderson (en)
- 1812 - George Peacock
- 1813 - John Herschel
- 1816 - William Whewell
- 1817 - Temple Chevallier
- 1819 - Joshua King
- 1823 - George Biddell Airy
- 1825 - James Challis
- 1831 - Samuel Earnshaw
- 1836 - Archibald Smith et John William Colenso
- 1841 - George Gabriel Stokes
- 1842 - Arthur Cayley
- 1843 - John Couch Adams
- 1845 - William Thomson (Lord Kelvin)
- 1852 - Peter Guthrie Tait
- 1854 - James Clerk Maxwell et Edward John Routh
- 1848 - Isaac Todhunter
- 1861 - Edwin Abbott Abbott
- 1865 - Lord Rayleigh
- 1868 - John Fletcher Moulton et George Darwin
- 1872 - Horace Lamb
- 1874 - W. W. Rouse Ball
- 1875 - William Burnside
- 1880 - Joseph Larmor et Joseph John Thomson
- 1885 - E. G. Gallop, R. Lachlan
- 1886 - Robert Franklin Muirhead, W. P. Workman
- 1887 - Augustus Edward Hough Love
- 1888 - Alfred Cardew Dixon, George Hartley Bryan (de)
- 1889 - Henry Frederick Baker, John Henry Michell
- 1890 - Ralph Allan Sampson, W. E. Brunyate
- 1891 - Hector Munro Macdonald, Frank Dyson
- 1892 - G. T. Bennett, H. W. Segar
- 1893 - C. E. Cullis, D. B. Mair, R. H. D. Mayall
- 1894 - Sydney Samuel Hough, Henry Cabourn Pocklington (de)
- 1895 - G. T. Manly, G. H. J. Hurst
- 1896 - W. S. Adie , A. Y. G. Campbell, F. W. Lawrence
- 1897 - Edmund Taylor Whittaker, Richard Cockburn Maclaurin (en), A. E. Western
- 1898 - Ernest Barnes et B. A. Houston
- 1899 - Joseph LarmorW. H. Austin, et Gilbert Walker
- 1900 - J. F. Cameron et R. W. H. T. Hudson
- 1901 - Godfrey Harold Hardy et James Jeans
- 1902 - T. H. Havelock, J. E. Wright
- 1903 - H. Knapman, A. P. Thompson
- 1904 - Ebenezer Cunningham, James Clerk Maxwell Garnett (en), H. A. Webb, P. W. Wood
- 1905 - Harry Bateman, P. E. Marrack
- 1906 - C. F. Russell, F. J. M. Stratton
- 1907 - Arthur Eddington, G. R. Blanco-White, J. W. Nicholson, W. M. Page
- 1908 - John Edensor Littlewood, James Mercer, W. J. Harrison
- 1909 - Herbert Turnbull, George Neville Watson
- 1910 - Geoffrey Ingram Taylor
- 1911 - G. H. Livins, W. E. H. Berwick
- 1912 - Eric Harold Neville (en), Louis Mordell
- 1913 - Sydney Chapman, Harold Spencer Jones
- 1914 - J. Jackson, B. M. Sen
- 1915 - Harold Jeffreys, J. Proudman
- 1916 - H. M. Garner, G. P. Thompson
- 1917 - non décerné
- 1918 - Edward Lindsay Ince (en), K. Ananda Rau (en)
- 1919 - C. N. H. Lock, S. R. V. Savoor
- 1920 - S. Pollard
- 1921 - William Greaves, L. A. Pars
- 1922 - Edward Arthur Milne, G. C. Steward
- 1923 - John Charles Burkill, Albert E. Ingham
- 1924 - T. M. Cherry, W. J. Webber
- 1925 - T. G. Room
- 1926 - Llewellyn Thomas, G. S. Mahajani
- 1927 - Sydney Goldstein et William Vallance Douglas Hodge
- 1928 - W. L. Edge, A. H. Wilson
- 1929 - John Macnaghten Whittaker, H. D. Ursell
- 1930 - Raymond Paley et John Arthur Todd
- 1931 - H. S. M. Coxeter, H. R. Hulme
- 1932 - D. W. Babbage, H. M. Taylor
- 1933 - E. A. Maxwell, R. H. Stoy
- 1934 - K. Mitchell, A. J. Ward
- 1935 - H. G. Booker, Leslie Howarth
- 1936 - Alan Turing et Albert Edward Green
- 1937 - E. R. Love, H. R. Pitt
- 1938 - Fred Hoyle
- 1939 - Thomas E. Easterfield, Harold Neville Vazeille Temperley
- 1940 - Irving John Good, R. E. Macpherson
- 1948 - Walter Hayman
- 1949 - Derek Taunt
- 1950 - Abdus Salam et C. Brian Haselgrove
- 1957 - Philip Drazin
- 1960 - Keith Moffatt et Ian Hacking
- 1962 - Jayant Narlikar et John Kingman[2]
- 1967 - Stephen Watson (en)[3]
- 1971 - Douglas C. Heggie (en)
- 1972 - Brian Kennett[4] et Andrew Ranicki[5]
- 1975 - Brian Ripley
- 1976 - Roger Heath-Brown et Bernard Silverman (en)
- 1978 - James Stirling
- 1988 - Andrew W Woods[6]
- 1993 - Kevin Buzzard
- 1994 - G.J. McCaughan ; P.A. Shah, S.M. Tobias ; R.A. Battye, D.R.D. Scott.
- 1996 - Gordon Ian Ogilvie[7], Stephen Hewson
- 1998 - S. M. Blanchflower, A. E. Holroyd, M. J. Walters, J. A. Dee, B. Szendroi, Damon J. Wischik[8]

## Lauréats du prix Rayleigh
Une liste plus complète des lauréats du prix Rayleigh est donnée dans l'annexe 1 ("List of Prize Winners and their Essays 1885-1940") d'un article de June Barrow-Green de 1999
- 1913 Ralph H. Fowler[10]
- 1923 Edward Collingwood
- 1927 William McCrea[11]
- 1930 Harold Davenport[12]
- 1937 David Stanley Evans (en)[13]
- 1951 Gabriel Andrew Dirac[14]
- 1970 Nigel Kalton
- 1980 David Benson[15]
- 1982 Susan Stepney[16]
- 1994 Group 4: J.D. King, A.P. Martin. Group 5: K.M. Croudace, J.R. Elliot.
- 1998 P. Bolchover, O. T. Johnson, R. W. Verrill, R. Bhattacharyya, U. A. Salam, S. A. Wright et T. J. Hunt

## Lauréats du prix J. T. Knight
- 1974 Cameron Leigh Stewart (en)[17] et Allan J. Clarke
- 1975 Frank Kelly[18] et Ian Sobey
- 1976 Trevor McDougall (en)
- 1977 Gerard Murphy (en)
- 1981 Bruce Allen (en) et Philip K. Pollett
- 1983 Ya-xiang Yuan
- 1985 Reinhard Diestel
- 1987 Qin Sheng (mathematician)
- 1988 Somak Raychaudhury
- 1990 Darryn W. Waugh
- 1991 Henrik O. Rasmussen, Renzo L. Ricca (en)
- 1992 Grant Lythe, Christophe Pichon
- 1993 Anastasios Christou Petkou
- 1994 Group 1: M. Gaberdiel, Y. Liu. Group 3: H.A. Chamblin. Group 4: P.P. Avelino, S.G. Lack, A.L. Sydenham. Group 5: S. Keras, U. Meyer, G.M. Pritchard, H. Ramanathan, K. Strobl. Group 6: A.O. Bender, V. Toledano Laredo.
- 1996 Conor Houghton, Thomas Manke
- 1997 Arno Schindlmayr
- 1998 A. Bejancu, G. M. Keith, J. Sawon, D. R. Brecher, T. S. H. Leinster, S. Slijepcevic, K. K. Damodaran, A. R. Mohebalhojeh, C. T. Snydal, F. De Rooij, O. Pikhurko, David K. H. Tan, P. R. Hiemer, T. Prestidge, F. Wagner, Viet Ha Hoàng, A. W. Rempel et Jium-Huei Proty Wu

## Lauréats du prix Smith–Knight
- 1999 D. W. Essex, H. S. Reall, A. Saikia (en), A. C. Faul, Duncan C. Richer, M. J. Vartiainen, T. A. Fisher, J. Rosenzweig, J. Wierzba et J. B. Gutowski[19],[20]
- 2001 Ben Joseph Green, T A. Mennim, A. Mijatovic, F. A. Dolan, Paul D. Metcalfe et S. R. Tod
- 2002 Konstantin Ardakov[21], Edward Crane[22] et Simon Wadsley[23]
- 2004 Neil Roxburgh[24]
- 2005 David Conlon[25]
- 2008 Miguel Paulos
- 2009 Olga Goulko
- 2010 Miguel Custódio
- 2011 Ioan Manolescu
- 2014 Bhargav P. Narayanan[26]
- 2018 Theodor Bjorkmo, Muntazir Mehdi Abidi, Amelia Drew, Leong Khim Wong
- 2020 Jef Laga, Kasia Warburton, Daniel Zhang, Shayan Iranipour
- 2021 David Gwilym Baker, Hannah Banks, Jason Joykutty, Andreas Schachner, Mohammed Rifath Khan Shafi [27]

## Lauréats du prix Rayleigh–Knight
- 1999 C. D. Bloor, R. Oeckl, J. Y. Whiston, Y-C. Chen, P. L. Rendon, C. Wunderer, J. H. P. Dawes, D. M. Rodgers, H-M. Gutmann et A. N. Ross
- 2001 A. F. R. Bain, S. Khan, S. Schafer-Nameki, N. R. Farr, J. Niesen, J. H. Siggers, M. Fayers, D. Oriti, M. J. Tildesley, J. R. Gair, M. R. E. H. Pickles, A. J. Tolley, S. R. Hodges, R. Portugues, C. Voll, M. Kampp, P. J. P. Roche et B. M. J. B. Walker[28]
- 2004 Oliver Rinne
- 2005 Guillaume Pierre Bascoul et Giuseppe Di Graziano
- 2007 Anders Hansen[29] et Vladimir Lazić

### Source
(en) June Barrow-Green, A Corrective to the Spirit of too Exclusively Pure Mathematics: Robert Smith (1689 - 1768) and his Prizes at Cambridge University, Ann. Sci., 56 (1999), 271 - 316